# 西原信裕
西原 信裕（にしはら のぶひろ、1991年12月26日 - ）は、日本の俳優。血液型AB型、千葉県出身。放映新社所属。

## 出演

### 映画
- 遠くの空に消えた（2007年、ギャガ・コミュニケーションズ） - ケンジ 役
- 片腕マシンガール（2007年） - 木村翔 役
- 那須少年記（2008年） - 昭夫 役
- フレフレ少女（2008年）
- 容疑者Xの献身（2008年）
- ごくせん THE MOVIE（2009年）- 別所信裕 役

### テレビドラマ
- 朝の連続テレビ小説 私の青空（NHK、2000年） - 良夫 役
- 編集王（フジテレビ、2000年）
- 涙をふいて（フジテレビ、2000年） - 井本 役
- さわやか3組（NHK教育、2001年） - 吉村貴 役
- 月曜ドラマシリーズ 私の青空2002（NHK、2002年） - 良夫 役
- ウエディングプランナー SWEETデリバリー（フジテレビ、2002年）
- 少年（TBS、2002年） - 邦夫 役
- ホーム&アウェイ（フジテレビ、2002年） - 清水 役
- 丹下左膳（日本テレビ、2004年） - チョビ安 役
- 愛情イッポン（日本テレビ、2004年） - 米山健太郎 役
- 女王の教室（日本テレビ、2005年） - 山下健太 役
- 時効警察 第1話（テレビ朝日、2006年） - 伸一 役
- たったひとつの恋（日本テレビ、2006年）
- 演歌の女王（日本テレビ、2007年）
- 世にも奇妙な物語「雰差値教育」（フジテレビ、2007年） - 吉野 役
- 未来講師めぐる 第5話（テレビ朝日、2008年2月） - 今市 役
- 仮面ライダーキバ（テレビ朝日、2008年6月） - 高校生 役
- ロト6で3億2千万円当てた男の悲劇（テレビ朝日、2008年）
- ごくせん 卒業スペシャル'09（日本テレビ、2009年3月28日）
- ダンディ・ダディ?〜恋愛小説家・伊崎龍之介〜 第4話（テレビ朝日、2009年8月6日）
- 左目探偵EYE（日本テレビ、2009年10月3日）
- 11人もいる! 第4話（テレビ朝日、2011年11月11日）
- HERO 最終話（フジテレビ、2014年9月22日） - 中本信宏 役
- SAKURA〜事件を聞く女〜 第4話（TBS、2014年11月10日） - 相沢陸斗 役
- シグナル 長期未解決事件捜査班 第8話（関西テレビ、2018年5月29日） - 守谷 役

### CM
- 日本コカコーラ ファンタ透明先生篇

### 劇場アニメ
- マイマイ新子と千年の魔法（2009年） - ミツル 役